# Беркхольц-Майенбург
Беркхольц-Майенбург (нем. Berkholz-Meyenburg) — район общины Шведт в Германии, в земле Бранденбург, район Уккермарк. Население составляет 1279 человек (на 31 декабря 2010 года). Занимает площадь 11,76 км².

## Население
| Год  | Численность | Численность |
| ---- | ----------- | ----------- |
| 2014 | 1266        | [ 5 ]       |
| 2017 | 1226        | [ 1 ] [ 2 ] |
| 2019 | 1230        | [ 3 ]       |